# Pfarrkirche St. Veit in der Gegend

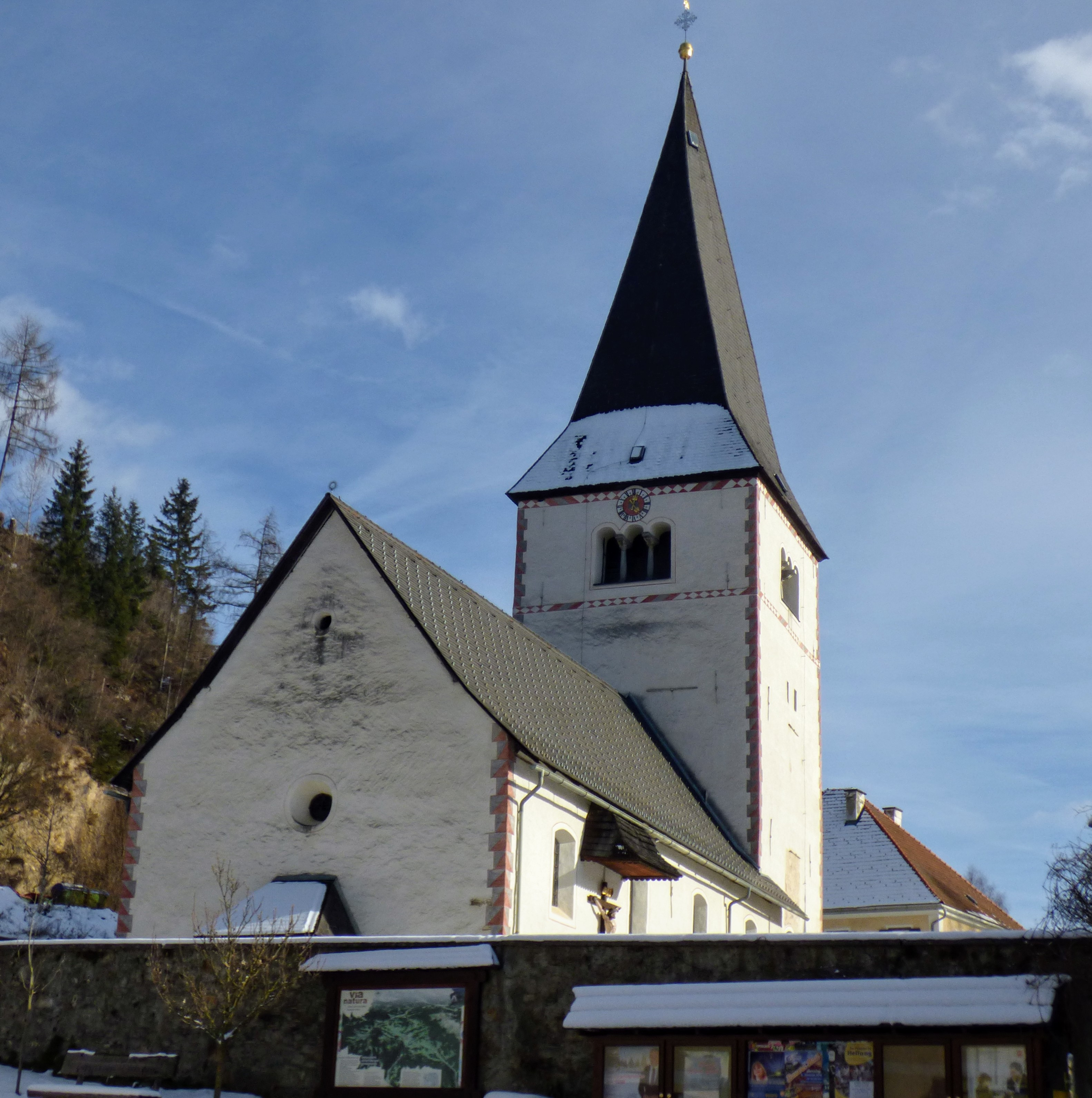
Katholische Pfarrkirche hl. Veit in St. Veit in der Gegend

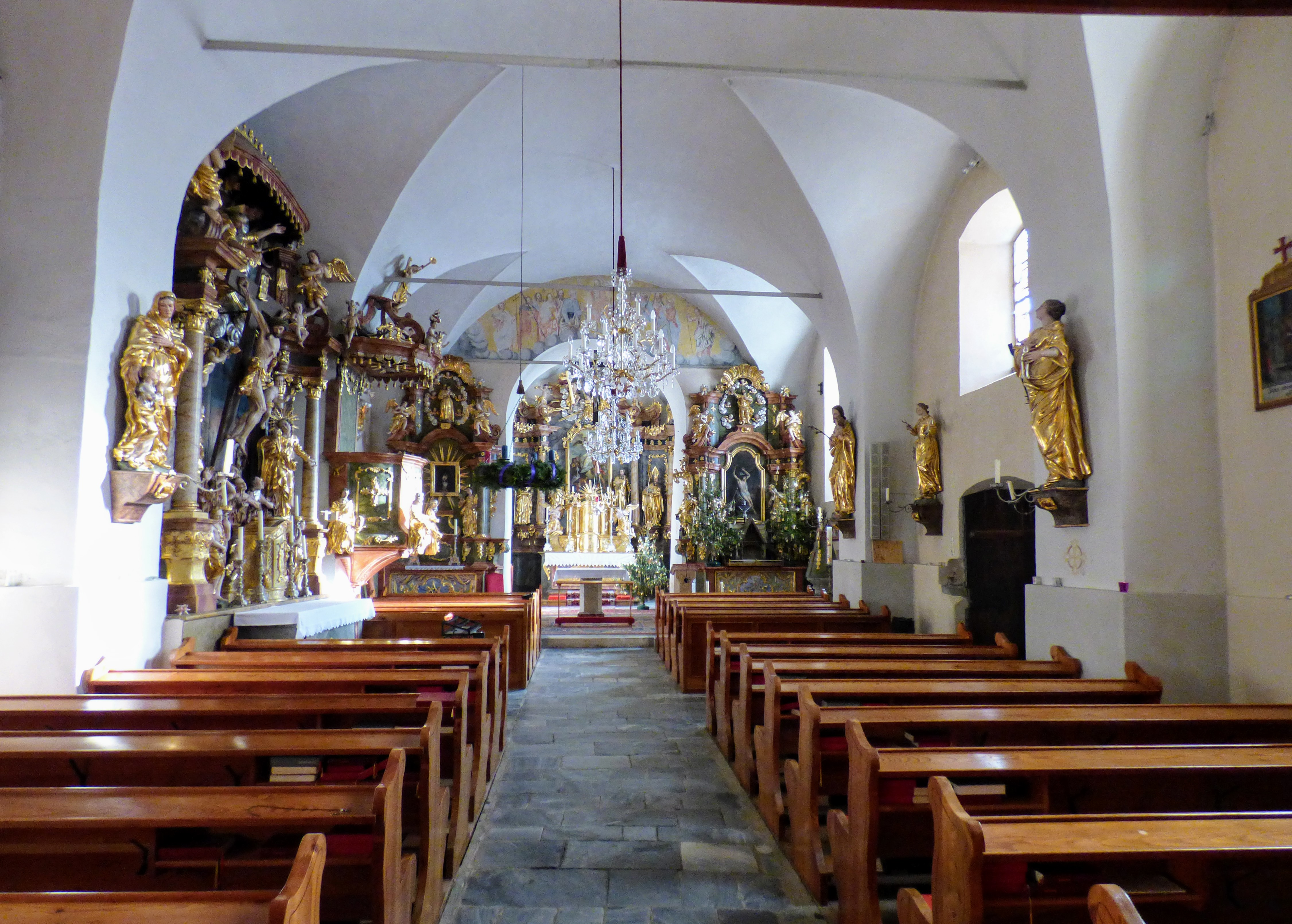
Langhaus, Blick zum Chor

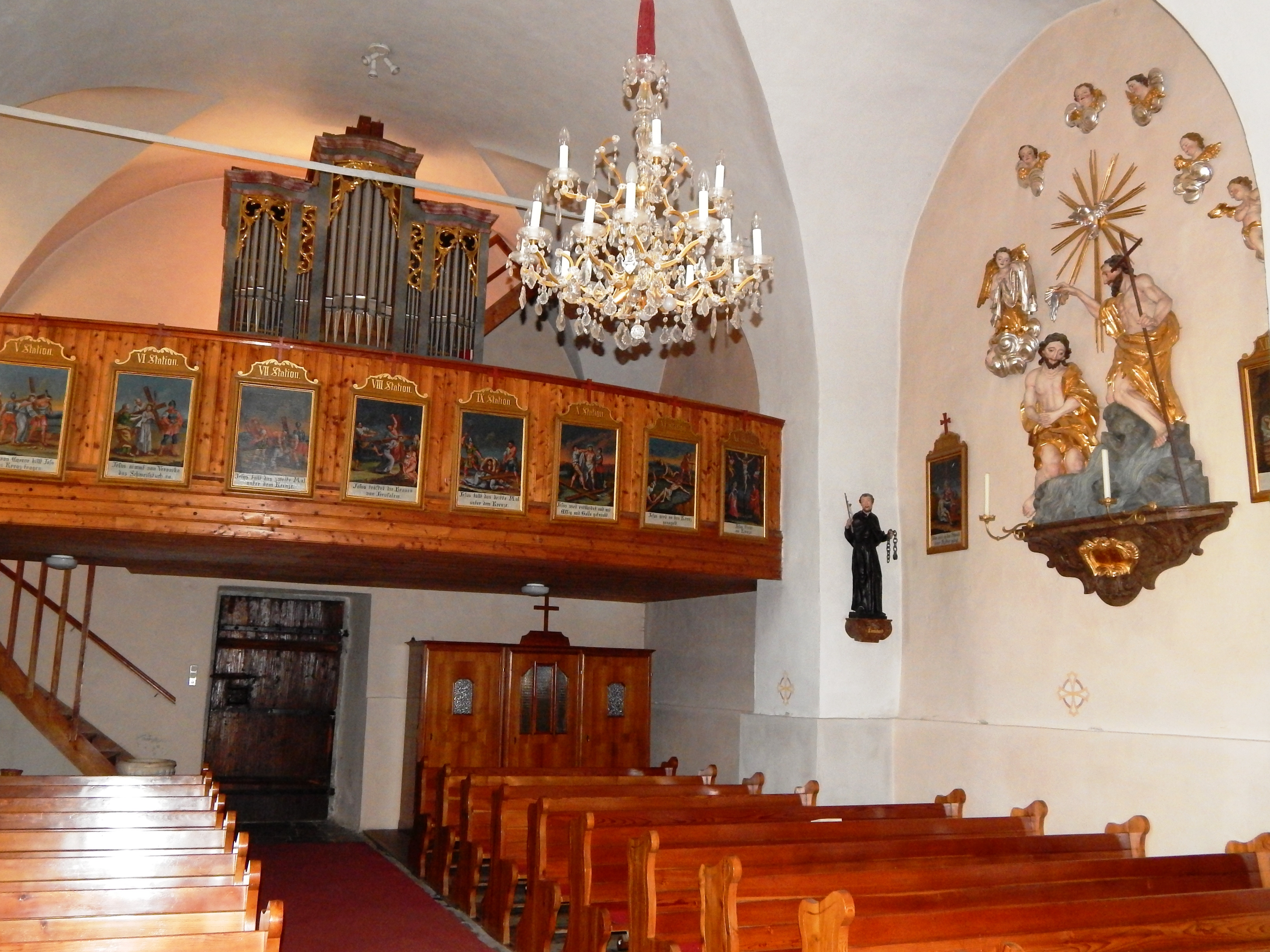
Langhaus, Blick zur Orgel

Die römisch-katholische Pfarrkirche St. Veit in der Gegend steht in der Ortschaft Sankt Veit in der Gegend in der Marktgemeinde Mühlen im Bezirk Murau in der Steiermark. Die dem Patrozinium des hl. Veit unterstellte Pfarrkirche gehört zur Region Obersteiermark West (Dekanat Murau) in der Diözese Graz-Seckau. Die Kirche steht unter Denkmalschutz (Listeneintrag).

## Geschichte
Die Kirche wurde wohl 1190 erbaut. Nach einem Brand 1656 wurde die Kirche im folgenden Jahr wieder aufgebaut. 1904 war eine Renovierung.

## Architektur
Im Osten steht ein romanischer Chorquadratturm mit Spitzhelm und dreiteiligen Schallfenstern, deren romanische Säulen bei der 1659 erfolgten Aufstockung des Turms wiederverwendet wurden. Die gotische Sakristei steht nördlich am Chor.
Das barocke vierjochige Langhaus hat eingestellte Wandpfeiler und ein Stichkappentonnengewölbe.

## Einrichtung
Der spätbarocke Hochaltar nimmt den ganzen Chorschluss ein und hat einen freistehenden Tabernakel, das Altarbild hl. Veit malte Johann Lederwasch 1783.
Die Seitenaltäre entstanden in der Mitte des 18. Jahrhunderts. Der nördliche Marienaltar trägt das Chronogramm 1763. Das Bild des südlichen Sebastianaltars malte A. Jantl 1757. Ein weiterer Altar als Kreuzaltar bzw. Arme-Seelen-Altar entstand im zweiten Viertel des 18. Jahrhunderts. Die Kanzel um 1780 zeigt die Evangelisten.
Die Orgel aus dem Anfang des 19. Jahrhunderts wurde 1871 umgebaut. Eine Glocke nennt Lorenz Pez 1656.

## Grabdenkmäler
- Außen ist der Turmsüdseite ist ein figürlicher Römerstein eingemauert.